# Campobello di Mazara
Campobello di Mazara är en ort och kommun i kommunala konsortiet Trapani, innan 2015 provinsen Trapani, i regionen Sicilien i sydvästra Italien. Kommunen hade 11 769 invånare (2017).